# بيوراكان (آراغاتسوتن)
مدينة بيوراكان (بالإنجليزية: Byurakan)‏ هي إحدى المدن التابعة لمقاطعة آراغاتسوتن في أرمينيا. يقدر عدد سكانها بـ 4996 نسمة حسب الإحصاء الذي جرى عام 2011.